# Экономическая прибыль
Экономи́ческая при́быль (англ. economic profit) — прибыль, остающаяся у предприятия после вычета всех затрат, включая альтернативные издержки распределения капитала владельца. В случае отрицательного значения экономической прибыли рассматривается вариант ухода предприятия с рынка.

## Определение
Согласно К. Р. Макконнеллу и С. Л. Брю экономическая прибыль — это остаток после вычитания из общей выручки предприятия экономических издержек, который поступает предпринимателю:
Экономическая прибыль = Выручка — Экономические издержки,
где Экономические издержки = Явные издержки + Скрытые издержки.
Экономическая прибыль не входит в состав издержек, так как она представляет собой отдачу сверх нормальной прибыли, которая требуется для того, чтобы удержать предпринимателя в конкретном бизнесе. Если экономическая прибыль равна нулю, предприниматель все же покрывает все явные и скрытые издержки, включая нормальную прибыль.
Экономическая прибыль находится как разность между рентабельностью вложенного капитала (материальным выражением которого являются чистые операционные активы) и средневзвешенной стоимостью капитала, умноженной на величину вложенного капитала.
Экономическая прибыль даёт возможность сравнить рентабельность вложенного капитала предприятия с минимально необходимой для оправдания ожиданий инвесторов доходностью, а также выразить полученную разницу в денежных единицах.
От показателя бухгалтерской прибыли экономическая прибыль отличается тем, что при её расчёте учитывается стоимость использования всех долгосрочных и иных процентных обязательств, а не только расходов по уплате процентов по заёмным средствам, как это имеет место при расчёте бухгалтерской прибыли. То есть бухгалтерская прибыль больше экономической на величину альтернативных затрат или затрат отвергнутых возможностей. Экономическая прибыль служит критерием эффективности использования ресурсов. Её положительное значение показывает, что предприятие заработало больше, чем требуется для покрытия стоимости используемых ресурсов, следовательно, была создана дополнительная стоимость для инвесторов, учредителей.
В случае обратной ситуации — это свидетельствует о том, что организация оказалась неспособна покрыть стоимость использования привлечённых ресурсов. Отсутствие экономической прибыли может стать причиной оттока капитала из предприятия.
С точки зрения оценки эффективности, показатель экономической прибыли позволяет получить более полное, по сравнению с показателем бухгалтерской прибыли, представление об эффективности использования предприятием имеющихся активов, в силу того, что сравнивает финансовый результат, полученный конкретным предприятием, с результатом который обеспечит ему реальное сохранение вложенных средств.